# Municipio de Creel
El municipio de Creel (en inglés: Creel Township) es un municipio ubicado en el condado de Ramsey en el estado estadounidense de Dakota del Norte. En el año 2010 tenía una población de 1305 habitantes y una densidad poblacional de 16,68 personas por km².

## Geografía
El municipio de Creel se encuentra ubicado en las coordenadas 48°4′33″N 98°51′26″O / 48.07583, -98.85722. Según la Oficina del Censo de los Estados Unidos, el municipio tiene una superficie total de 78.22 km², de la cual 37,76 km² corresponden a tierra firme y (51,73 %) 40,46 km² es agua.

## Demografía
Según el censo de 2010, había 1305 personas residiendo en el municipio de Creel. La densidad de población era de 16,68 hab./km². De los 1305 habitantes, el municipio de Creel estaba compuesto por el 94,48 % blancos, el 0,31 % eran afroamericanos, el 3,07 % eran amerindios, el 0,46 % eran asiáticos, el 0,31 % eran de otras razas y el 1,38 % eran de una mezcla de razas. Del total de la población el 0,77 % eran hispanos o latinos de cualquier raza.